# Pietro Marco Zaguri
Pietro Marco Zaguri (Venezia, 6 giugno 1738 – Vicenza, 12 settembre 1810) è stato un vescovo cattolico italiano.

## Biografia
Nacque a Venezia dalla ricca famiglia patrizia degli Zaguri; dopo la scomparsa di suo fratello, il letterato Pietro Antonio, egli ne restò l'ultimo erede e, morto anch'egli nel 1810, la famiglia si estinse. Compì gli studi nel Collegio dei nobili di Bologna, retto dai gesuiti.
Fu ordinato sacerdote nel 1763 e nel 1776 si laureò in utroque iure presso l'Università di Padova; nello stesso anno pubblicò un'opera, uscita anonima,  che aveva come titolo "Piano per dare regolato sistema al moderno spirito filosofico", opera con la quale affrontava le nuove idee filosofiche,  provenienti soprattutto dalla Francia, e che suscitò negli ambienti intellettuali ed ecclesiastici un notevole interesse. Forse anche per il prestigio che gli aveva dato questa pubblicazione, poco più di un anno dopo, il 15 dicembre 1777, fu nominato vescovo di Ceneda.
Apprezzato da papa Pio VI, il 26 settembre 1785 fu trasferito alla sede vescovile di Vicenza - nel frattempo resasi vacante per la morte di Alvise Maria Gabrieli, dove fece il suo ingresso il 24 marzo 1786. Preoccupato perché vedeva affievolirsi la partecipazione dei fedeli alle pratiche religiose - nel 1787, tra l'altro, il governo della Repubblica aveva abolito una ventina di festività di precetto -  e nello stesso tempo le idee della Rivoluzione francese dilagavano anche nel clero, cercò di mantenere il controllo della diocesi attraverso severe lettere di richiamo ai parroci.
Nel 1797 dovette affrontare il difficile periodo rivoluzionario, incontrandosi e trovando accordi con la Municipalità cittadina. I rapporti che intercorsero tra questa e il vescovo furono reciprocamente ossequiosi, ma anche ambigui. L'azione rivoluzionaria non poteva infatti non tener conto, e tentare di rovesciare, le posizioni di potere che la Chiesa deteneva in città. Dopo il trattato di Campoformio vide con gran favore l'arrivo degli austriaci, che salutò come liberatori, celebrando in cattedrale un triduo di ringraziamento in preparazione all'arrivo del nuovo governatore.  Durante questo periodo mantenne ottimi rapporti con il governo austriaco, tanto che questi sostenne la sua candidatura per la sostituzione del defunto patriarca di Venezia..
Quando poi ritornarono i francesi e Vicenza fu incamerata nel regno d’Italia, Zaguri dovette rassegnarsi anche a subire le imposizioni e le spoliazioni dei beni ecclesiastici. Costretto al giuramento di fedeltà a Napoleone nel 1808, cercò di adattarsi anche a questa situazione, guardando all'imperatore "come al vero filosofo cristiano dalla cui filosofia l'Italia avrebbe potuto sperare tempi migliori". Il suo atteggiamento fu di rassegnata accettazione alle riforme imposto dal nuovo Regno d'Italia, relative alla disciplina dei benefici ecclesiastici, alla nomina dei parroci e al loro giuramento di fedeltà al governo italico; approvò in forma entusiastica e senza riserve il catechismo napoleonico, nonostante la disapprovazione della Santa sede; accettò, talora con deboli proteste, la riduzione e la concentrazione delle parrocchie e infine anche lo scioglimento di tutti i conventi e monasteri maschili e femminili esistenti nel territorio, con la demanializzazione dei loro beni.
Cagionevole di salute, si ammalò gravemente nel 1810 e morì a Vicenza il 12 settembre, all'età di 72 anni. Nel suo trattamento nominò come erede universale il Comune di Vicenza, con la finalità che "le rendite dei suoi beni venissero destinate ai poveri bisognosi infermi e indigenti vergognosi non questuanti domiciliati dentro le mura della città e dei borghi …". Fu sepolto nella cattedrale della città.

## Genealogia episcopale
La genealogia episcopale è:
- Cardinale Scipione Rebiba
- Cardinale Giulio Antonio Santori
- Cardinale Girolamo Bernerio, O.P.
- Arcivescovo Galeazzo Sanvitale
- Cardinale Ludovico Ludovisi
- Cardinale Luigi Caetani
- Cardinale Ulderico Carpegna
- Cardinale Paluzzo Paluzzi Altieri degli Albertoni
- Papa Benedetto XIII
- Papa Benedetto XIV
- Papa Clemente XIII
- Cardinale Giovanni Francesco Albani
- Cardinale Carlo Rezzonico
- Vescovo Pietro Marco Zaguri